# Flavio Vittore
Flavio Vittore (latino: Flavius Victor; IV secolo – Treviri, 388) è stato il figlio di Magno Massimo, usurpatore dell'Impero romano d'Occidente.
Fu nominato Augusto dal padre nel 384 e morì nel 388, ucciso a da Arbogaste, generale di Valentiniano II.
Dopo aver usurpato il potere, Magno Massimo tentò inutilmente di essere riconosciuto dai legittimi imperatori, Valentiniano II e Teodosio I. A questo punto, proclamò Augusto il figlio Vittore. I due vennero infine riconosciuti da Teodosio nel 384. Ma si trattava solo di una tregua temporanea: nel 387, Massimo attaccò l'Italia, che era in mano a Valentiniano II. Vittore fu lasciato dal padre a Treviri. Massimo sconfisse Valentiniano, ma venne battuto e ucciso nel 388 ad Aquileia da Teodosio, che poi inviò a Treviri il magister peditum Arbogaste, che uccise Vittore.